# 扎努西
金章（意大利語：Zanussi）是意大利一家電器生產商，成立於1916年，總部設於意大利特魯維索。自1946年起旗下產品已出口到多個國家。

## 歷史
金章牌是於1916年由一個小型工場起家，當時主要是生產爐具。其創辦人安東尼奧·扎努西（Antonio Zanussi）及後於1933年正式把工場升級，變成一家擁有自己商標的公司。
二次大戰後安東尼奧·扎努西於1946年去世，由其子連奴·扎努西（Lino Zanussi）和瓜爾多·扎努西（Guido Zanussi）接掌公司。時值意大利工業急速起飛，兩人為公司進行現代化，引進生產電子爐具和其他家庭電器。1954年電冰箱生產線正式投產，與此同時又成立研發部門設計家庭電器。1958年推出第一部品牌洗衣機。1962年扎努西電器已出口到60多個國家。而當時進口扎努西電器的，主要以法國、西德等歐洲國家為主。1965年又推出第一部品牌洗碟機。
因應之前的成功，自1970年代起扎努西電器急速擴張，先後收購了國內大量電器競爭對手，又在意大利以外國家開設生產線，使其在歐洲的市場佔有率超過10%。然而因為過於冒進，財政負荷不來，加以連奴和瓜爾多相繼去世，在1970年代末扎努西開始陷入困境。最後於1984年，由伊萊克斯入股扎努西 ，才度過了危機。

## 註
1. ↑  .   [2011-09-05]. （原始内容存档于2010-02-03）.

## 外部連結
- 扎努西伊萊克斯網站 （页面存档备份，存于）
- 扎努西官方網站 （页面存档备份，存于）